# Lord of Illusions
Lord of Illusions is een Amerikaanse horrorfilm uit 1995 geschreven en geregisseerd door Clive Barker. Hij baseerde het verhaal op dat van het door hemszelf geschreven korte verhaal The Last Illusion, afkomstig uit het zesde deel van zijn Books of Blood-serie. In dat verhaal voerde Barker voor het eerst het personage van occult onderzoeker Harry D'Amour op, die in Lord of Illusions ook voor het eerst gestalte op beeld kreeg.
Lord of Illusions werd genomineerd voor de Saturn Award voor beste horrorfilm. Het horrorfilm-tijdschrift Fangoria verkoos de bijbehorende filmmuziek van Simon Boswell tot beste van het jaar.

## Verhaal
Het is 1982 wanneer er een opstand uitbreekt onder de leden van een occulte groepering onder aanvoering van Nix. Hij ontvoerde het kleine meisje Dorothea Swann die hij voor magische doeleinden wil offeren. Onder meer Philip Swann en Jennifer Desiderio voorkomen dreigend met vuurwapens dat er daadwerkelijk kinderbloed vloeit. Swann schroeft Nix een metalen masker in zijn schedel, die daaronder stikt.
Dertien jaar na dato wordt privédetective Harry D'Amour naar Los Angeles gestuurd om een geval van fraude te onderzoeken, maar vooral ook om eens in een andere omgeving te zijn. Hij ontmoet er een volwassen geworden Dorothea, inmiddels de echtgenote van 'illusionist' Swann. Deze is razend populair onder het grote publiek en wordt bewonderd door een flink deel van zijn collega's, die zijn 'trucs' niet kunnen verklaren. D'Amour gaat op uitnodiging van Dorothea mee naar een voorstelling van Swann die verschrikkelijk mis lijkt te gaan. Vastgebonden op een draaiend wiel wordt hij doorboord door diverse zwaarden, die hij normaal gesproken hoort te ontwijken.
Terwijl de buitenwereld denkt dat Swann is overleden, weet D'Amour binnen de kortste keren dat deze zijn eigen dood in scène heeft gezet. Swann heeft voor Nix' dood een gedeelte van diens magische krachten overgenomen (waardoor zijn show ook geen illusies maar echte magie bevat) en is ervan op de hoogte dat trouwe aanhangers van Nix bezig zijn deze te doen herrijzen uit de dood. Om te voorkomen dat deze wraak neemt op Swanns naasten, doet deze alsof hij er niet meer is.

## Rolverdeling
| Acteur               | Personage                               |
| -------------------- | --------------------------------------- |
| Scott Bakula         | Harry D'Amour                           |
| Famke Janssen        | Dorothea Swann                          |
| Ashley Tesoro        | Jonge Dorothea (als Ashley Lyn Cafagna) |
| Daniel von Bargen    | Nix                                     |
| J. Trevor Edmond     | Jonge Butterfield (als Trevor Edmond)   |
| Kevin J. O'Connor    | Philip Swann                            |
| Sheila Tousey        | Jennifer Desiderio                      |
| Susan Traylor        | Maureen Pimm                            |
| Joseph Latimore      | Caspar Quaid                            |
| Michael Angelo Stuno | Hoofd mannelijke cult                   |
| Barbara Patrick      | Hoofd vrouwelijke cult                  |